# 2016年リオデジャネイロパラリンピックのカーボベルデ選手団
2016年リオデジャネイロパラリンピックのカーボベルデ選手団（2016ねんリオデジャネイロパラリンピックのカーボベルデせんしゅだん）は、2016年9月7日から9月18日までブラジルのリオデジャネイロで開催された2016年リオデジャネイロパラリンピックカーボベルデ選手団の名簿。カーボベルデはパラリンピック全大会通じて初のメダル獲得となった。

## 選手団
- 人員: 選手 2人

## メダル獲得者
| メダル   | 名前                 | 競技     | 種目              | 日付（現地） |
| -------- | -------------------- | -------- | ----------------- | ------------ |
| 銅メダル | グラセリノ・バルボサ | 陸上競技 | 男子400m T20 知的 | 9/9          |

## 種目別選手・スタッフ名簿及び成績

### 陸上競技
- グラセリノ・バルボサ（男子400m T20 知的）48秒55  銅メダル
- マルシオ・フェルナンデス（男子やり投げ F42/43/44 切断・機能）51.67m 9位